# ワニいってんの?
『ワニいってんの?』は、1987年10月17日から同年12月5日までテレビ東京系列局で放送されていたテレビ東京製作の情報バラエティ番組である。全8回。放送時間は毎週土曜 19:00 - 19:30 （日本標準時）。

## 概要
「ハイテクニック」「動物スターの1日」「明日のジョー報」（『あしたのジョー』のもじり）の3コーナーで構成。舟木一夫と松本明子が進行役を、ぬいぐるみの「おじゃまワニ」がマスコットキャラクターを務めていた。